# David Valadao
David Goncalves Valadao, född 14 april 1977 i Hanford i Kalifornien, är en amerikansk politiker (republikan). Han har varit ledamot av USA:s representanthus 2013–2019 och på nytt sedan 2021.
Han gick i skola i Hanford High School och studerade sedan vid College of the Sequoias.